# Luz de Wood

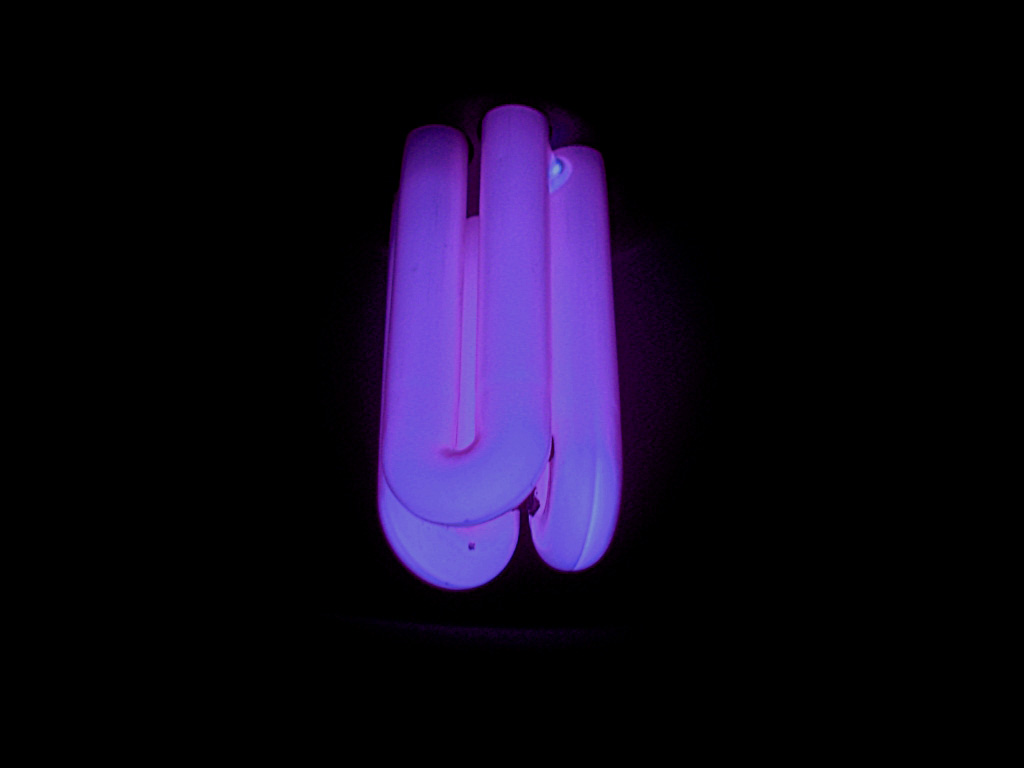
Luz ultravioleta usada para la inspección de la piel con luz de Wood.

La luz de Wood es un haz de luz emitido por una lámpara de mercurio, cuya longitud de onda está en el rango de 400 y 450 nm. Esta luz puede penetrar hasta la dermis, siendo de utilidad para el diagnóstico de ciertas enfermedades pigmentarias, metabólicas e infecciones fúngicas. Permite examinar la piel del paciente con luz ultravioleta (con una longitud de onda de aproximadamente 365 nanómetros).
La técnica para producir una fuente de ultravioleta fue inventada por el estadounidense Robert Williams Wood en 1903 con su «vidrio de Wood», pero hasta 1925 no fue empleada en dermatología para la detección de la infección micótica del cabello, uso pionero por Margarot y Deveze.

## Aplicaciones
Se utiliza en el estudio de patologías que generan trastornos de la pigmentación. Por ejemplo en el vitíligo, aumenta el contraste de las máculas hipopigmentadas con la piel normal. Con respecto a la esclerosis tuberosa, las máculas en hoja de fresno en ocasiones sólo se observan con la luz de Wood. También aumenta el contraste facilitando la localización de lesiones hiperpigmentadas.
Una utilidad muy común de ésta es en las lesiones fúngicas superficiales, especialmente para el dermatofito Microsporum en Tinea capitis que se observa verdosa, Pitiriasis versicolor con fluoresceína anaranjada. También es de utilidad en algunas patologías bacterianas de piel, como Pseudomonas y Corynebacterium, siendo este último rojizo anaranjado bajo la luz de wood.
Se utiliza para analizar la orina de los pacientes con porfiria cutánea pudiéndose observar uroporfirinas.